# Моллазаде, Гаджи Шейх Гасан
Гаджи Шейх Гасан Моллазаде (азерб. Hacı Şeyx Həsən Mollazadə; Пустой шаблон {{ВД-Преамбула}} ) — азербайджанский историк. Получил духовное образование в Гяндже. Некоторое время работал кази (судьёй), затем был избран шейхульисламом.
В его 4-томном произведении «Зубдат-ут-таварих» («Сливки истории»), написанном на азербайджанском языке, повествуется о событиях, произошедших в исламских странах с древнейших времён до начала XX века.
В первой части 4-го тома Моллазаде повествует о походах Тамерлана в Азербайджан, о государствах Кара-Коюнлу, Ак-Коюнлу, Сефевидов, деятельности Надир-шаха. Несмотря на то, что Гаджи Шейх Гасан Моллазаде описывал исторические факты с точки зрения обычного богослова, он дал объективную информацию о движении Шейха Шамиля, о Конституционной революции в Иране 1905—1911 гг. и др.

## Произведения
- Гаджи Шейх Гасан Молла-заде Гянджеви. Зубдат-ут-Таварих, т. I, Тифлис, 1905, т. II, Елисаветполь, 1909, т. III, Елисаветполь, 1913, т. IV, Елисаветполь, 1912.